# Zboží (zámek)
Zboží je zámek stojí na návsi ve stejnojmenné vesnici, části města Habry. Od roku 1963 je chráněn jako kulturní památka.

## Historie
První písemná zmínka o vsi Zboží pochází z roku 1307. Před rokem 1419 ji do zástavy získal Beneš z Tupadel a později Trčkové z Lípy, kteří statek připojili k panství Lipnice a Světlá. V letech 1700–1702 nechal Jan Vlasák Klusák z Kostelce ve vsi vystavět barokní zámek, ke kterému byla později přistavěna zámecká kaple svatého Matouše uváděná poprvé v roce 1723. Další majitelkou bývala Lidmila Palmová, která zámek roku 1752 prodala Janu Adolfovi z Pöttingu. Za něj zámek roku 1780 vyhořel, ale majitel jej nechal opravit. Kaple byla zrušena v první polovině devatenáctého století.
Za první světové války budovu její tehdejší majitel Richard Moravetz upravil na vojenský lazaret a po pozemkové reformě ji roku 1925 koupila za 100 000 korun libeňská Odbočka Červeného kříže, která zde zřídila ozdravovnu pro mládež. Během druhé světové války v zámku sídlilo velitelství německé armády. Od roku 1949 využívalo zámecké prostory jako kanceláře jednotné zemědělské družstvo a v roce 1956 zde byl otevřen domov důchodců. Od roku 1963 je v zámku ústav pro mentálně postižené muže.

## Stavební podoba
Jednopatrová zámecká budova má obdélný půdorys s mansardovou střechou krytou eternitem, zatímco nad bývalou kaplí je kupole, z níž vybíhá vížka s bání. Z výzdoby interiéru z první poloviny devatenáctého století se dochovala jen malba s motivem vzkříšení Lazara a řezby napodobující štuk v tzv. litkupním pokoji využívaném jako kulturní místnost. Ostatní malby byly zabíleny při stavebních úpravách v roce 1959. Interiér kaple byl po jejím zrušení rozdělen do dvou pater.